# 39 Tauri
39 Tauri, som är stjärnans Flamsteed-beteckning, är en oupplöst dubbelstjärna belägen i den mellersta delen av stjärnbilden Oxen, som också har Bayer-beteckningen A2 Tauri. Den har en kombinerad skenbar magnitud på ca 5,90 och är svagt synlig för blotta ögat där ljusföroreningar ej förekommer. Baserat på parallaxmätning inom Hipparcosuppdraget på ca 59,0 mas, beräknas den befinna sig på ett avstånd på ca 55 ljusår (ca 17 parsek) från solen. Den rör sig bort från solen med en heliocentrisk radialhastighet av ca 24 km/s.

## Egenskaper
Primärstjärnan 39 Tauri A är en gul till vit stjärna i huvudserien av spektralklass G5 V. Den har en massa som är ca 1,1 solmassor, en radie som är ca 0,96 solradier och utsänder ungefär samma mängd  energi som solen från dess fotosfär vid en effektiv temperatur på ca 5 900 K. Stjärnans övergripande metallicitet - överskott av andra element än väte och helium - liknar solens. Vid en relativt ungdomlig uppskattad ålder på en miljard år roterar den med en period av 9,12 dygn.
39 Tauri är en misstänkt variabel, som har visuell magnitud +5,90 och varierar utan någon fastställd amplitud eller periodicitet. Baserat på Hipparcosdata visar den en svag variation med en amplitud på 0,06 magnitude. Ytaktiviteten och kinematiska egenskaper hos stjärnan överensstämmer med de hos  medlemmar i rörelsegruppen IC 2391.